# Ирак на летних Олимпийских играх 2016
Ирак на летних Олимпийских играх 2016 года была представлена 22 спортсменами в 5 видах спорта, среди которых 18 человек — члены мужской сборной по футболу. Знаменосцем сборной Ирака на церемонии открытия Игр стал двукратный бронзовый призёр чемпионатов Азии боксёр Вахид Абдул-Рида, а на церемонии закрытия флаг нёс волонтёр соревнований. По итогам соревнований на счету иракских спортсменов не оказалось ни одной награды. Эти Игры стали для Ирака уже четырнадцатыми и по прежнему на счету сборной значится лишь одна медаль, завоёванная тяжелоатлетом Абдулом Вахидом Азизом в весовой категории до 67,5 кг на Играх 1960 года в Риме.

## Состав сборной
Академическая гребля
1. Мохамед Аль-Хафаджи

 Бокс
1. Вахид Абдул-Рида

 Дзюдо
1. Хуссейн Аль-Аамери

 Тяжёлая атлетика
1. Салван Хасим Аббуд

 Футбол
1. Фахад Талиб
2. Ахмад Ибрахим
3. Хавбир Мустафа
4. Мустафа Надим
5. Али Фаез
6. Али Аднан
7. Хаммади Ахмад
8. Моханнад Абдул-Рахим
9. Махди Камель
10. Али Хусни
11. Хумам Тарик
12. Мохаммед Хамид
13. Шерко Карим
14. Саад Натик
15. Дургам Исмаил
16. Саад Абдул-Амир
17. Алаа Али
18. Амджад Аттван

## Результаты соревнований

### Академическая гребля
В следующий раунд из каждого заезда проходят несколько лучших экипажей (в зависимости от дисциплины). В отборочный заезд попадают спортсмены, выбывшие в предварительном раунде. В финал A выходят 6 сильнейших экипажей, остальные разыгрывают места в утешительных финалах B-F.
Мужчины
| Соревнование | Спортсмены          | Предварительный заезд | Предварительный заезд | Предварительный заезд | Отборочный заезд | Отборочный заезд | Отборочный заезд | Четвертьфинал | Четвертьфинал | Четвертьфинал | Полуфинал     | Полуфинал     | Полуфинал     | Финал   | Финал   | Итоговое место |
| Соревнование | Спортсмены          | Заезд                 | Время                 | Место                 | Заезд            | Время            | Место            | Заезд         | Время         | Место         | Заезд         | Время         | Место         | Время   | Место   | Итоговое место |
| ------------ | ------------------- | --------------------- | --------------------- | --------------------- | ---------------- | ---------------- | ---------------- | ------------- | ------------- | ------------- | ------------- | ------------- | ------------- | ------- | ------- | -------------- |
| одиночки     | Мохамед Аль-Хафаджи | 2                     | 7:25,04               | 5                     | 2                | 7:14,38          | 2 Q              | 4             | 8:29,76       | 6             | Полуфинал C/D | Полуфинал C/D | Полуфинал C/D | Финал D | Финал D | 21             |
| одиночки     | Мохамед Аль-Хафаджи | 2                     | 7:25,04               | 5                     | 2                | 7:14,38          | 2 Q              | 4             | 8:29,76       | 6             | 2             | 7:48,31       | 6 QD          | 7:03,73 | 3       | 21             |

### Бокс
Квоты, завоёванные спортсменами являются именными. Если от одной страны путёвки на Игры завоюют два и более спортсмена, то право выбора боксёра предоставляется национальному Олимпийскому комитету. Соревнования по боксу проходят по системе плей-офф. Для победы в олимпийском турнире боксёру необходимо одержать либо четыре, либо пять побед в зависимости от жеребьёвки соревнований. Оба спортсмена, проигравшие в полуфинальных поединках, становятся обладателями бронзовых наград.
Мужчины
| Категория | Спортсмены       | Первый раунд         | Второй раунд         | Четвертьфинал        | Полуфинал            | Финал                | Место                |
| Категория | Спортсмены       | Соперник Результат   | Соперник Результат   | Соперник Результат   | Соперник Результат   | Соперник Результат   | Место                |
| --------- | ---------------- | -------------------- | -------------------- | -------------------- | -------------------- | -------------------- | -------------------- |
| до 75 кг  | Вахид Абдул-Рида | MEXМ. Родригес П 0:3 | завершил выступление | завершил выступление | завершил выступление | завершил выступление | завершил выступление |

### Дзюдо
Соревнования по дзюдо проводились по системе с выбыванием. В утешительные раунды попадали спортсмены, проигравшие полуфиналистам турнира. Два спортсмена, одержавших победу в утешительном раунде, в поединке за бронзу сражались с дзюдоистами, проигравшими в полуфинале.
Мужчины
| Категория | Спортсмены         | 1/32 финала        | 1/16 финала                 | 1/8 финала           | Четвертьфинал        | Полуфинал            | Финал                | Место |
| Категория | Спортсмены         | Соперник Результат | Соперник Результат          | Соперник Результат   | Соперник Результат   | Соперник Результат   | Соперник Результат   | Место |
| --------- | ------------------ | ------------------ | --------------------------- | -------------------- | -------------------- | -------------------- | -------------------- | ----- |
| до 81 кг  | Хуссейн Аль-Аамери | не участвовал      | GABП. Кибикай П 000s2:000s1 | завершил выступление | завершил выступление | завершил выступление | завершил выступление | 17    |

### Тяжёлая атлетика
Каждый НОК самостоятельно выбирает категорию в которой выступит её тяжелоатлет. В рамках соревнований проводятся два упражнения — рывок и толчок. В каждом из упражнений спортсмену даётся 3 попытки. Победитель определяется по сумме двух упражнений. При равенстве результатов победа присуждается спортсмену, с меньшим собственным весом.
Мужчины
| Категория | Спортсмены         | Вес    | Рывок | Рывок | Рывок | Толчок | Толчок | Толчок | Всего | Место |
| Категория | Спортсмены         | Вес    | 1     | 2     | 3     | 1      | 2      | 3      | Всего | Место |
| --------- | ------------------ | ------ | ----- | ----- | ----- | ------ | ------ | ------ | ----- | ----- |
| до 105 кг | Салван Хасим Аббуд | 103,80 | 175   | 180   | 182   | 214    | 219    | 219    | 394   | 9     |

### Футбол

#### Мужчины
Олимпийская сборная Ирака квалифицировалась на Игры, завоевав бронзовые медали на молодёжном чемпионате Азии 2016 года. В мужском олимпийском турнире принимали участие сборные, составленные из игроков не старше 23 лет (родившиеся после 1 января 1993 года). Также в заявку могли войти не более 3 футболистов старше этого возраста.
Сыграв на групповом этапе три игры вничью, сборная Ирака не смогла пройти в плей-офф турнира.
Состав
| №              | Имя                  | Клуб             | Дата рождения    | Возраст | Игр     | Голов   |
| Вратари        | Вратари              | Вратари          | Вратари          | Вратари | Вратари | Вратари |
| -------------- | -------------------- | ---------------- | ---------------- | ------- | ------- | ------- |
| 1              | Фахад Талиб          | Аль-Кува         | 21 октября 1994  | 22      | 0       | 0       |
| 12             | Мохаммед Хамид       | Нафт аль-Васат   | 24 января 1993   | 23      | 1       | 0       |
| Защитники      |                      |                  |                  |         |         |         |
| 2              | Ахмад Ибрахим*       | Аль-Зафра        | 25 февраля 1992  | 24      | 1       | 0       |
| 3              | Хавбир Мустафа       | МВВ Маастрихт    | 24 сентября 1993 | 22      | 0       | 0       |
| 4              | Мустафа Надим        | Нафт аль-Васат   | 23 сентября 1993 | 22      | 1       | 0       |
| 5              | Али Фаез             | Ризеспор         | 9 сентября 1994  | 21      | 0       | 0       |
| 6              | Али Аднан            | Удинезе          | 19 декабря 1993  | 22      | 1       | 0       |
| 14             | Саад Натик           | Аль-Кува         | 19 марта 1994    | 22      | 0       | 0       |
| 15             | Дургам Исмаил        | Ризеспор         | 23 мая 1994      | 22      | 1       | 0       |
| 17             | Алаа Али             | Аз-Завраа        | 3 июня 1996      | 20      | 0       | 0       |
| Полузащитники  |                      |                  |                  |         |         |         |
| 9              | Махди Камель         | Аш-Шорта         | 6 января 1995    | 21      | 1       | 0       |
| 10             | Али Хусни            | Ризеспор         | 23 мая 1994      | 22      | 1       | 0       |
| 11             | Хумам Тарик          | Аль-Кува         | 10 февраля 1996  | 20      | 1       | 0       |
| 16             | Саад Абдул-Амир* (к) | Аль-Кадисия      | 19 января 1992   | 24      | 1       | 0       |
| 18             | Амджад Аттван        | Аш-Шорта         | 12 марта 1997    | 19      | 1       | 0       |
| Нападающие     |                      |                  |                  |         |         |         |
| 7              | Хаммади Ахмад*       | Аль-Кува         | 18 октября 1989  | 26      | 1       | 0       |
| 8              | Моханнад Абдул-Рахим | Аз-Завраа        | 22 сентября 1993 | 22      | 1       | 0       |
| 13             | Шерко Карим          | Грассхоппер      | 25 мая 1996      | 20      | 1       | 0       |
| Главный тренер |                      |                  |                  |         |         |         |
| Флаг Ирака     | Абдул-Гани Шахад     | Абдул-Гани Шахад | 7 марта 1968     | 48      |         |         |

* — игроки старше 23 лет
Результаты
Групповой этап (Группа A)
| М | Команда  | И | В | Н | П | Мячи  | ±  | О |
| - | -------- | - | - | - | - | ----- | -- | - |
| 1 | Бразилия | 3 | 1 | 2 | 0 | 4 − 0 | +4 | 5 |
| 2 | Дания    | 3 | 1 | 1 | 1 | 1 − 4 | −3 | 4 |
| 3 | Ирак     | 3 | 0 | 3 | 0 | 1 − 1 | 0  | 3 |
| 4 | ЮАР      | 3 | 0 | 2 | 1 | 1 − 2 | −1 | 2 |

| 4 августа 2016 13:00 UTC-3 | \| Ирак \| 0:0 (0:0) Отчёт \| Дания \| | Стадион: Национальный стадион, Бразилиа Зрителей: 18 000 Судья: Сесар Артуро Рамос |
| Ирак                       | 0:0 (0:0) Отчёт                        | Дания                                                                              |

| 7 августа 2016 22:00 UTC-3 | \| Бразилия \| 0:0 (0:0) Отчёт \| Ирак \| | Стадион: Национальный стадион, Бразилиа Зрителей: 65 829 Судья: Овидиу Хацеган |
| Бразилия                   | 0:0 (0:0) Отчёт                           | Ирак                                                                           |

| 10 августа 2016 22:00 UTC-3 | \| ЮАР \| 1:1 (1:1) Отчёт \| Ирак \| \| Мотупа 6′ \| Голы \| 14′ Абдул-Амир \| | Стадион: Арена Коринтианс, Сан-Паулу Зрителей: 37 742 Судья: Родди Самбрано |
| ЮАР                         | 1:1 (1:1) Отчёт                                                                | Ирак                                                                        |
| Мотупа 6′                   | Голы                                                                           | 14′ Абдул-Амир                                                              |